# Свети Николай (Прекодолце)
„Свети Николай“ (на сръбски: Храм св. оца Николаја) е православна църква във вранското село Прекодолце, югоизточната част на Сърбия. Част е от Вранската епархия на Сръбската православна църква.
Църквата е гробищен храм, издигната в 1900 – 1905 година в западната част на селото. На север от църквата има нова камбанария от 1956 година. Храмът е обновен в 1995 година, когато са издигати енорийски дом и народна трапезария.
Иконстасът е с 50 икони и е изписан в 1903 – 1905 година. На по-голямата част от иконите има подпис на дебърския майстор Теофан Буджароски.